# Le Marignan
Le Marignan est un cinéma de quartier situé à Saint-Josse-ten-Noode, inauguré en 1959 et qui cessa ses activités en 1979.

## Historique
Construit face au cinéma Le Mirano, il est bâti sur le terrain où se dressait La Maison des Brasseurs, un lieu de divertissement où étaient régulièrement projetés des films depuis 1905. Une autre salle de spectacle, Le Claridge, était établie à quelques mètres du Mirano, en direction de la place Madou. Le Marignan, avec son auvent, son grand hall d'entrée en entonnoir décoré d'affiches peintes et sa batterie de portes vitrées faisait le pendant du Mirano et était l'archétype des cinémas des années 1950. Le plafond du hall d'entrée est décoré d'éclairage au néon dont les tubes forment une énorme lettre « M » fleurdelysée. Surmontant l'auvent, l'enseigne lumineuse toute en hauteur rappelait la bataille de Marignan (1515), avec le nom du cinéma surmonté d'une fleur de lys, le tout accolé d'une longue épée. La salle, sans balcon comptait à l'origine 500 sièges, portés à 625 par après. Le cinéma fut inauguré pour le vingt-cinquième anniversaire du groupe Les Cinés de St-Josse et aussi pour le même anniversaire de son frère quasi jumeau, Le Mirano.

### L'inauguration
Le matin du 11 juin 1959, une caravane de voitures de marque Citroën défilât dans les rues de la commune pour s'arrêter devant 
Le Marignan où était projeté le film Madame et son auto de Sophie Desmarets. La vedette du film était en effet une 2CV de cette marque. Des opérateurs avaient filmé le début de la soirée et le film, développé aux laboratoires ten-noodois Dassonville, fut projeté parmi les compléments ! Cela démontrait le savoir-faire des entreprises actives dans le milieu du cinéma depuis toujours.

### La fin
En 1977, la société des Cinémas de Saint-Josse, fait place à une autre société, Les Cinés Madou, dirigée par le fils du fondateur, Van Vlasselaer. Deux ans plus tard, en 1979, Le Marignan, victime de la concurrence de la télévision, ferme définitivement ses portes.

## Nouvelles affectations
L'Institut national supérieur des arts du spectacle, l'INSAS, occupe les lieux jusqu'en 1991. Laissé à l'abandon, l'ancien cinéma est transformé en un espace polyvalent. L'espace intérieur est profondément remanié et subdivisé en trois salles de 300 m² chacune, dont une est équipée d'un projecteur cinématographique et peut accueillir des spectacles.

## Protection
La façade du Marignan, en tant que monument, est inscrite sur la liste de sauvegarde du patrimoine depuis le 27 mars 1997.
Derrière une grande baie vitrée, le charme du hall de ce cinéma de quartier, toujours équipé de sa cabine de caisse, agit toujours sur les cinéphiles nostalgiques ou admirateurs du cinéma des années 1950;